# Neocordulia androgynis
Neocordulia androgynis är en trollsländeart som först beskrevs av Selys 1871.  Neocordulia androgynis ingår i släktet Neocordulia och familjen skimmertrollsländor. Inga underarter finns listade i Catalogue of Life.